# Baccara
Bа́ccara («Баккара́») — испанская женская поп-группа, наиболее популярная в конце 1970-х — начале 1980-х годов. В мире известна благодаря хитам «Yes Sir, I Can Boogie», «Cara Mia», «Sorry, I’m a Lady». Группа названа в честь сорта розы, которая и служит логотипом коллектива.

## История
Знакомство Майте (Марии-Терезы) Матеос (Mayte (Maria Teresa) Mateos) (род. 7 февраля 1951) и Марии Мендиолы (Maria Mendiola) (4 апреля 1952 — 11 сентября 2021) произошло на гастролях балета испанского телевидения. Как выяснилось, женщины имели много общего. Во время этой встречи Марию посетила мысль попробовать себя и Майте в качестве музыкального коллектива и выступить на сцене. Эта идея была успешно реализована, и дуэт начал выступать в ночном клубе, развлекая публику. В скором времени между участницами группы и владельцем этого клуба возникли разногласия, следствием чего явилось увольнение обеих солисток.

Однако Мария и Майте решили попробовать ещё раз, уже в гостинице «Tres Islas», на острове Фуэртевентура. Их номера понравились владельцу, и он оставил вокалисток работать. На тот момент дуэт не имел своего автора, и они перепевали уже существующие хиты таких популярных тогда исполнителей, как ABBA, Boney M. и Донна Саммер. В 1976 году они даже выступали по испанскому телевидению под именем «дуэт Venus».
Вскоре состоялась встреча с немецким продюсером, композитором и аранжировщиком Рольфом Соя, сотрудником звукозаписывающей студии RCA, который подобрал исполнительницам поэта-песенника Франка Досталя, а также придумал название для дуэта. Выпускается первый сингл Yes Sir, I Can Boogie. Эта композиция оказывается весьма успешной, что показывают рейтинги в хит-парадах. В ФРГ песня удерживает первое место в течение восьми недель, в Швейцарии — семи, а в Швеции — целых двадцать недель. Сингл был в итоге продан в количестве 16 млн копий, а дуэт занесён в Книгу рекордов Гиннеса как группа, продавшая больше всего пластинок с синглом.
Вслед за этим синглом выходит первый полноценный альбом группы под названием Baccara. Данный альбом дважды получает статус «платинового». В том же году дуэт занимает 14-е место на Международном фестивале популярной музыки в Токио с песней «Mad In Madrid». Песня дуэта Cara mia стала очень популярной в СССР благодаря русскоязычной кавер-версии ВИА «Весёлые ребята» — «Не было печали, просто уходило лето».
В 1978 году дуэт, представляя Люксембург, занимает седьмое место на Евровидении с песней Parlez-Vous Français?
В 1979 году композиция The Devil Sent You To Laredo входит в десятку самых слушаемых песен в Германии. Дуэт не сходит с телеэкранов. Артисток приглашают во всевозможные шоу, берут интервью, их песни пользуются популярностью на дискотеках. В конце 1970-х годов дуэт, наряду с ABBA и Boney M, приобретает феноменальную популярность в СССР.
В 1980 году был записан очередной сингл Sleepy Time Boy/Candido. По мнению Марии Мендиолы, качество записи не выдерживало никакой критики: её голос был практически не слышен на записи. Она со скандалом потребовала изъять сингл из продажи и даже подала в суд на звукозаписывающую компанию. Что характерно, сингл действительно провалился.
Рольф Соя и Франк Досталь отказались дальше работать с Марией Мендиолой, поэтому было решено записать следующий альбом «Bad Boys» с другим продюсером, композитором и поэтом — Грэмом Захером, аранжировщиком песен стал Брюс Бакстер. Этот четвёртый альбом дуэта был выпущен в 1981 году и коммерчески провалился как сингл Colorado / Mucho Mucho. Средств на дальнейшую раскрутку не было, как и желания работать вместе. После того как RCA отказалось продлить контракт с дуэтом, солистки разошлись и начали строить сольные карьеры.
В интервью телепередаче НТВ «И снова здравствуйте!» 2010 года, певицы рассказали, что с 1981 года они ни разу не созванивались и не встречались. По словам Марии Мендиолы, дуэт распался из-за желания Майте Матеос делать сольную карьеру, по словам же Матеос, дуэт распался из-за желания Мендиолы исполнять половину песен в новом альбоме, с чем звукозаписывающая компания была не согласна.
В ноябре 2020 года игроки сборной Шотландии по футболу после выхода в финал квалификации чемпионата Европы по футболу впервые за 22 года, отпраздновали это событие, станцевав под песню «Yes Sir, I Can Boogie» в раздевалке стадиона. Видео было опубликовано в социальных сетях команды. Благодаря этому, в ноябре «Yes Sir, I Can Boogie» достиг № 2 в Official Singles Sales Chart Top 100 и в iTunes (в Великобритании), заняла 3-е место в чарте The Official Big Top 40. Летом 2021 года песня стала неофициальным гимном сборной Шотландии на футбольном чемпионате Евро-2020, перед началом которого, Шотландский симфонический оркестр сыграл песню по Zoom.
11 сентября 2021 года в Мадриде скончалась Мария Мендиола. Майте Матеос выразила соболезнование по поводу смерти бывшей партнёрши, написав в своём личном аккаунте и на официальной странице дуэта Baccara feat. Mayte Mateos в Facebook следующее:
Скончалась Мария Мендиола, мой первоначальный партнёр в Baccara.
Пусть она покоится с миром.
Прощание с Марией Мендиолой состоялось 17 сентября 2021 года в мадридской церкви Вирхен-де-ла-Палома-и-Сан-Педро-эль-Реаль.

### Baccara feat. Mayte Mateos
После распада группы Майте продолжала сотрудничать с Рольфом Соя и записала на студии RCA три сольных сингла: «Souvenirs From Paradise» (1981), «Recuerdos Del Ayer» (1981) и «Malaguena» (1982), но они не имели большого успеха.
В 1983 году Майте решает вернуться к проекту «Baccara», поскольку фанаты дуэта хотели видеть на сцене именно двух девушек. Первой партнёршей Матеос стала Мариса Перес.
В конце 1980-х Майте Матеос вернулась к сольной карьере и записала синглы: «Roses And Wine» (1987), «I Do, I Do» (1988) и «Quizas, Quizas, Quizas» (1989), а также успешный альбом «Spanish Dreams» (1989) под псевдонимом Mayte Matée (Майте Мате) на лейбле Polydor в Гамбурге (Германия).

В 1999 году Майте Матеос и её новая партнёрша Кристина Севилья создали группу Baccara 2000 и выпустили одноимённый альбом. Позже группа сменила название на Baccara.
В 2004 году Baccara с Майте и Кристиной приняли участие в шведском конкурсе «Melodifestivalen—2004» с песней «Soy tu Venus» и выпустили ещё один альбом. В том же году Кристина Севилья покинула дуэт.
За 24 года (с 1983 по 2007 год) Майте сменила 12 партнёрш. C ней выступали: Мариса Перес, Анхела Муро, Соледад Гарсия, Джейн Комерфорд, Кармен, Кристина Севилья, Палома Бланко, Роми Абрадело, Изабель Паттон, Роза, Франсиска Родригес и Мария Марин. Однако былой популярности Майте вновь обрести не смогла.
В 2007 году второй участницей дуэта стала Палома Бланко, с которой Майте Матеос сотрудничала некоторое время после ухода из коллектива Кристины Севильи в 2004 году.
В 2008 году Майте Матеос и Палома Бланко записали новый альбом «Satin …In Black & White», продюсерами которого выступили Рольф Соя и Франк Досталь, которые в 1970-е продюсировали записи оригинального дуэта Baccara, однако продажи альбома были неутешительными.
Baccara feat. Mayte Mateos посещает Россию и страны СНГ.

### Baccara feat. Maria Mendiola
Мария Мендиола в начале 1980-х записала пять синглов: «Higher And Higher» (1981), «Sugar Boom Boom» (1982), «I Wanna See The World» (1982), «Aerobic» (1983), «Stupid Cupid» (1983), а также альбом «Born Again» (1981) на лейбле EMI Electrola, но они не имели успеха.
В середине 1980-х годов студия BMG всячески пыталась «воскресить» ушедших звёзд. Мария получила предложение запустить проект New Baccara. Её партнёршей стала Мариса Перес (род. 15 октября 1954), ранее бывшая партнёршей Майте Матеос. Луис Родригес, один из лучших аранжировщиков студии, продюсировал их синглы «Call me up» (1986), «Fantasy boy»(1988) и «Touch Me» (1989). Два последних были выпущены на лейбле Bellaphone. Эти композиции можно назвать суперхитами евродиско, так как сделаны они в привычной манере того времени — подобно C.C.Catch, Modern Talking, Lian Ross.
В 1990 году Мария и Мариса более месяца провели в туре по Советскому Союзу, организованному фирмой «Госконцерт». Позднее часто посещали Россию и страны СНГ.
В конце 1990-х Мария и Мариса получили право на использование названия Baccara не только для выступлений, но и для выпуска альбомов и приступили к записи. Были выпущены альбомы: «Made in Spain» (1999), «Face to face» (2000), «Greatest Hits» (2002) и «Singles Collection» (2006).
В августе 2005 года Мария Мендиола и Мариса Перес были удостоены мемориала на «Аллее звёзд» в Венских газометрах (Австрия).

В 2008 году Марисе Перес был поставлен диагноз «полиартрит», вследствие чего она не смогла больше принимать участие в живых выступлениях Baccara. На время болезни, её заменила Лаура Менмар (Мендиола) (род. 19 ноября 1985), племянница Марии.
В 2011 году Лаура Менмар покинула дуэт. Второй участницей дуэта стала бывшая партнёрша Майте Матеос — Кристина Севилья (род. 3 марта 1965). В составе Марии Мендиолы и Кристины Севильи группа гастролировала и продолжала записывать новые песни до кончины Мендиолы в 2021 году.
В 2016 году они выпустили новую версию «Yes Sir, I Can Boogie» с группой Plugin и новый сингл «I Belong To Your Heart».
В 2017 году дуэт выпускает альбом «I Belong To Your Heart», спродюсированный Луисом Родригесом, с 10 новыми песнями, а также «I Belong To Your Heart», расширенной версией «I Belong To Your Heart» и обновлённой версией «Fantasy Boy».
В мае 2021 года шотландский диджей Джордж «GBX» Боуи представил ремикс-версию песни «Yes Sir, I Can Boogie» в качестве музыкальной поддержки сборной Шотландии по футболу и её болельщиков. Эта версия песни включила в себя новый вокал Марии Мендиолы и Кристины Севильи. В июне песня заняла 2-е место в iTunes в Великобритании, вошла в Official Singles Sales Chart Top 100, достигнув 11-й строчки.
В конце июля 2021 группа выпустила последний сингл «No Sir, Don’t Say Goodbye» в сотрудничестве с Луисом Родригесом.
Baccara feat. Maria Mendiola часто посещала Россию и страны СНГ и неоднократно выступала на фестивалях «Дискотека 80-х» от Авторадио и «Легенды Ретро FM».

### Baccara feat. Cristina Sevilla
В январе 2022 года Кристина Севилья объявила, что продолжит выступать с новой партнёршей по сцене — Хеленой де Кирога.
В мае 2022 года дуэт выпустил сингл «Don’t let this feeling go away».
На протяжении 2022 года дуэт в составе Кристина Севилья и Хелен де Кирога выступил в Испании (Севилья, показ круизной коллекции Christian Dior), Шотландии и в США.
В 2023 году Baccara feat. Cristina Sevilla выпустил спродюсированный Луисом Родригесом сингл «When I’m with you».
В 2024 году дуэт принял участие на межнародном музыкальном фестивале «Славянский базар» в Витебске.
В ноябре 2024 года дуэт выступил на международном музыкальном фестивале «Легенды Ретро ФМ» в Москве. А в декабре 2024 года, дуэт дал концерт в Москве. 

## Факты
- В 1991 году в Гонконге был выпущен «пиратский» диск The Best of, в который вошли три сингла группы New Baccara («Call me up», «Fantasy boy» и «Talisman»), ремикс-версия сингла Mayte Matée («I Do, I Do») и несколько синглов известной исполнительницы Gina T (Джины Тильман). На обложке этой компиляции была надпись «New Baccara featuring Gina & Matee» (New Baccara с участием Gina & Matee). По-видимому, гонконгские «пираты» хотели объединить лучшие синглы New Baccara и Mayte Matée и в один диск, а в то время в Гонконге многие ошибочно думали, что Gina T. является одной из партнёрш Майте Матеос (Mayte Matée). Из-за этого недоразумения некоторые люди до сих пор считают, что композиции «Call me up», «Fantasy boy» и «Talisman» исполняла Gina T, а часть песен самой Gina T (например, «Tokyo by night» и «In my fantasy») приписывают New Baccara[31]. В ноябре 2022 года в США (преимущественно для вьетнамской диаспоры) Baccara feat. Cristina Sevilla (унаследовавшие, через работу с Марией Мендиолой и Луисом Родригесом, также и репертуар New Baccara) выступали совместно с Gina T[32].
- Популярность в Латинской Америке пришла к дуэту в первую очередь благодаря песне «Talisman» — испаноязычной версии сингла «Call me up». Соответственно как выступление Baccara feat. Cristina Sevilla в городе Оруро, в Боливии в феврале 2023 года[33], так и выступление этого же состава в Лондоне для боливийской диаспоры в январе 2024 года рекламировались как выступления New Baccara[34].
- Вследствие того, что в 1980-х годах Майте Матеос и Мария Мендиола создали свои дуэты и выступали по отдельности друг от друга, возникала путаница участниц коллективов. Например, в 2011 году во время выступления в Воронеже Baccara feat. Mayte Mateos (Майте Матеос и Паломы Бланко) в пресс-релизе были указаны участницы дуэта Baccara feat. Maria Mendiola — Мария Мендиола и Кристина Севилья, а во время общения с журналистами, на табличке Майте Матеос с именем было написано «Maria Mateos»[15], но возможно это не было ошибкой, так как полное имя Матеос — Maria Teresa[2].

## Дискография

### Baccara (оригинальная)

#### Альбомы
- 1977 — Baccara — (RCA-Victor)
- 1978 — Light My Fire — (RCA-Victor)
- 1979 — Colours — (RCA-Victor)
- 1981 — Bad Boys — (RCA-Victor)

#### Компиляции и концерты
- 1978 — The Hits of Baccara — (RCA-Victor)
- 1990 — The Original Hits — (BMG-Ariola)
- 1991 — Star Collection — (BMG-Ariola)
- 1993 — The Collection — (BMG-Ariola)
- 1994 — Yes Sir, I Can Boogie — (BMG-Ariola)
- 1994 — Star Gala — (BMG-Ariola/Spectrum)
- 1995 — Golden Stars — (BMG-Ariola)
- 1998 — The Collection — (BMG-Ariola)
- 1999 — Woman to Woman — (BMG-Ariola/Disky Communications)
- 2001 — The Best of Baccara - Original Hits — (BMG-Ariola/Hot Town Music-Paradiso)
- 2005 — The Best of Baccara — (Sony-BMG/Camden UK)
- 2006 — The Very Best of Baccara — (Sony-BMG)
- 2007 — 30th Anniversary (3 CD box set) — (Sony-BMG)

#### Синглы
7"
- 1977 — «Yes Sir, I Can Boogie» / «Cara Mia»
- 1977 — «Sorry, I'm a Lady» / «Love You Till I Die»
- 1977 — «Granada» / «Sorry, I’m a Lady»
- 1977 — «Koochie-Koo» / «Number One»
- 1977 — «Mad In Madrid» / «Love You Till I Die» (Япония)
- 1978 — «Darling» / «Number One»
- 1978 — «Darling» / «Mad in Madrid»
- 1978 — «Parlez-vous français?» / «Amoureux»
- 1978 — «Parlez-Vous Français?» (English version) / «You and Me» (английская версия «Amoureux»)
- 1978 — «Parlez-Vous Français?» / «Adelita»
- 1978 — «The Devil Sent You to Lorado» / «Somewhere in Paradise»
- 1978 — «El Diablo te Mandó a Laredo» (испанская версия «The Devil Sent You to Lorado») / «Somewhere In Paradise»
- 1979 — «Body-Talk» / «By 1999»
- 1979 — «Baila Tú» (Spanish version of «Body-Talk») / «En El Año 2000» (испанская версия «By 1999»)
- 1979 — «Ay, Ay Sailor» / «One, Two, Three, That’s Life»
- 1979 — «Ay, Ay Sailor» / «For You»
- 1979 — «Eins Plus Eins Ist Eins» (немецкая версия «One, Two, Three, That’s Life») / «For You»
- 1980 — «Sleepy-Time-Toy» / «Candido»
- 1981 — «Colorado» / «Mucho, Mucho»

12"
- 1977 — «Sorry, I’m a Lady» (Extended Mix) / «Yes Sir, I Can Boogie» (Extended Mix)
- 1979 — «Body-Talk» (Extended Mix) / «By 1999» (Extended Mix)
- 1980 — «Sleepy-Time-Toy» / «Candido»

### Baccara feat. Mayte Mateos

#### Альбомы
- 1994 — Our Very Best (Trend)
- 1999 — Baccara 2000 (BMG-RCA)
- 2004 — Soy tu Venus (Lionheart Records)
- 2008 — Satin… In Black and White (Edel)

#### Синглы
- 1999 — Yes sir, I can boogie '99 (BMG-RCA)
- 2004 — Soy tu Venus (M&L Records)
- 2008 — Nights in black satin (Edel)

### Baccara feat. Maria Mendiola

#### Альбомы
- 1990 — F.U.N. (Dureco)
- 1999 — Made in Spain (CNR Music)
- 2000 — Face to Face
- 2017 — I belong to your heart (Team33)

#### Компиляции и концерты
- 2000 — Lo Mejor de Baccara (Divucsa)
- 2002 — Greatest Hits (Universal)
- 2006 — Singles Collection (MPO Iberica)
- 2008 — Fantasy Boy 2008 — (Dancelegends)

#### Синглы
- 1986 — Call me up (Sanni Records / Arrow records) — как New Baccara
- 1988 — Fantasy boy (Bellaphon) — как New Baccara
- 1989 — Touch me (Bellaphon) — как New Baccara
- 1993 — Wind beneath my wings (Loading bay records)
- 1999 — I want to be in love with somebody (CNR Music Spain)
- 2017 — Gimme your love (Team 33)
- 2020 — Yes sir, I can boogie (Casual Jam records) — как GBX feat Baccara
- 2021 — No sir, don’t say goodbye (Team 33)

### Baccara feat. Cristina Sevilla

#### Синглы
- 2022 — Don’t let this feeling go away (Team 33 / In Out Records)
- 2023 — When I’m with you (Team 33)
- 2024 — Vamos Al Cielo (Team 33)